# 陈川仁
陈川仁（英語：Tan Chuan-Jin，1969年1月10日—）是新加坡華裔政治家，也是新加坡國會的第十位議長，自2017年至2023年擔任該職。他是執政党人民行動黨（PAP）的成員及新加坡第14屆國會議員，他自2011年至2023年代表馬林百列集選區。他曾在內閣中擔任人力部長及（2014年5月－2015年5月）和社會及家庭發展部長（2015年5月－2017年9月）。在參政之前，他曾在新加坡陸軍服役，以准將军衔退役。
於2023年7月17日，陳川仁退出人民行動黨的所有職務，同時辭去議長和國會議員的職位。

## 早年教育
陳川仁早年在新加坡英華學校及萊佛士初級學院就讀，之後於1988年獲得新加坡武裝部隊海外獎學金前往倫敦經濟學院升學，並在那裡獲得了經濟學學士學位。他其後還在倫敦國王學院完成了國防研究文學碩士學位，以及在2008年時在新加坡國立大學李光耀公共政策學院獲得公共管理碩士學位。

## 職業生涯

### 軍旅生涯
陳川仁在1987年入伍加入新加坡武裝部隊。在軍隊服役期間他擔任過各種指揮和參謀的職位，當中包括包括新加坡第3衛隊營指揮官、新加坡駐雅加達大使館陸軍武官、新加坡第7步兵旅指揮官、助理總參謀長、新加坡第3師師長及新加坡陸軍訓練司令部司令。在2004年印度洋大地震引發的強烈海嘯後，陳川仁作為指揮官部署到印尼亞齊省，指揮新加坡軍隊參與人道主義援助。他也是2009年新加坡國慶閱兵的執行委員會主席。2011年3月25日，陳川仁從新加坡武裝部隊退役轉投政界。

### 政治生涯
在2011年大選期間，人民行動黨宣佈陳川仁為該黨的候選人，加入馬林百列集選區的五人競選團隊中。最後人民行動黨團隊以56.65%的得票率，打敗反對黨國民團結黨，勝出該選區正式加入新加坡議會。
2012年8月1日，他被任命為國家發展部高級政務部長兼人力部代理部長。在國家發展部任職期間，陳川仁與環境及動物福利團體合作處理武吉布朗地鐵站相關的環境問題。他還致力使姊妹島成為新加坡第一個海洋公園，及對《動物和鳥類法》進行修訂。
2013年9月1日，陳川仁離開國家發展部，轉而出任人力部高級政務部長，同時繼續擔任人力部代理部長。2014年5月1日，他被提升為人力部正式部長。2015年4月9日，作為內閣改組的一部分，陳川仁辭去了人力部長的職務，轉而成為社會和家庭發展部長。
2015年大選，陳川仁再度角逐馬林百列集選區，並以64.07%的得票率擊敗工人黨。當選後，陳川仁留任社會和家庭發展部長。2017年9月11日，時任國會議長哈莉瑪·雅各布辭職參加2017年新加坡總統大選，他被總理李顯龍任命為新一任國會議長，他因此辭去內閣職務。2020年大選他再度在馬林百列集選區當選，並繼續擔任國會議長。
2023年7月17日，陳川仁辭去了議長、國會議員以及人民行動黨黨員身份。

## 個人生活
陳川仁已婚及育有兩個孩子，也是一位基督徒。自2014年起，他還擔任新加坡奧林匹克理事會主席。

## 争议

### 在国会不当言论
Fucking populist.——陳川仁，
2023年7月11日，陳川仁向工人黨國會議員林志蔚公開道歉，原因是一段他在4月17日的國會辯論中使用了髒話的片段在Reddit上被流傳。作為國會議長，陳川仁在林志蔚一篇敦促人民行動黨政府進一步幫助低收入群體並建立官方貧困線的20分鐘演講後，說了"他媽的民粹主義"（英語：fucking populist）。陈川仁于7月11日在社交媒体Facebook发文表示已经向林志蔚道歉。陈川仁也宣称他必须查听录音因为他已不记得该事件。林志蔚表示自己接受了他的道歉。

### 婚外情丑闻
2023年7月17日，由于涉及婚外情丑闻加上陈川仁在国会使用脏话的丑闻在近日被曝光，陳川仁和鍾麗慧辞去人民行动党党员和国会议员职位。时任新加坡总理李显龙在记者会指他在2020年新加坡选举之后首次获知有关陈川仁和鍾麗慧有着婚外情的消息。李显龙宣称不知两人什么时候开始有着婚外情问题，也宣称为两人提供辅导。之后再2023年2月，李显龙再度获知陈川仁和鍾麗慧任然继续维持着不正当关系，李显龙在记者会上宣称他在当时2月已接受陈川仁的辞职，并称要求陈川仁所在的选区的居民受到照顾先，也要求陈川仁的婚外情必须停止。李显龙称但他在“最近”获知了一些资讯强烈显示两人依旧维持着婚外情关系，并称他决定“让陈川仁离开，无论是否已经准备好，已经不能再等了”。陳川仁之后也辞去了在新加坡奧林匹克理事會，万礼生态园控股公司（Mandai Park Holdings）副主席，Centre for Fathering，和李光前自然历史博物馆的职位。

### 指老人捡纸皮是为了运动争议
2015年6月，陳川仁在Facebook社交媒体发文指“人们普遍认为所有纸板收藏家都是无法在经济上照顾自己的人，但事实并非如此”，并指他们是为了“运动和活动”，与其呆在家里。陳川仁的发文之后便引起反弹。